# Лукке, Бернд
Бернд Лукке (нем. Bernd Lucke; род. 19 августа 1962, Западный Берлин) — немецкий экономист и политик.

## Биография
Бернд Лукке родился 19 августа 1962 года в Западном Берлине. Отец — инженер-строитель, мать — директор школы. В 1969 году семья переехала в Нойс, затем в Хан. После окончания в 1981 году городской гимназии служил флейтистом в музыкальном корпусе бундесвера в Зигбурге.
В 1987 году окончил Боннский университет по специальности экономист.
В 1991 году получил докторскую степень.
С 1998 года был профессором экономики в Гамбургском университете.
На протяжении 33 лет состоял членом Христианско-демократического союза Германии. Был основателем и управляющим директором «Пленума экономистов», объединяющего более 300 профессоров экономики, которые в феврале 2011 года выступили против продления «спасательного зонтика для евро» (Euro-Rettungsschirm). Он был также представителем союза «Гражданская воля» (Bündnis Bürgerwille) и политической группы «Избирательная альтернатива 2013 года» (Wahlalternative 2013), ставящей пред собой цель противодействовать политике правительства Германии в отношении кризиса еврозоны. Неоднократно давал подробные комментарии по поводу долгового кризиса, которые публиковались в ежедневной немецкой прессе. На учредительном съезде партии «Альтернатива для Германии» 14 апреля 2013 года в Берлине был избран eё лидером. 
В 2015 году Люкке решил исключить из партии «экстремистские элементы» и поднял на съезде вопрос об исключении председателя АдГ в Тюрингии Бьорна Хёкке. Однако делегаты 
поддержали Хёкке и Фрауке Петри, которая за него заступилась. В июле 2015 года вышел из АдГ из-за несогласия с её политическим курсом и основал новую либерально-консервативную партию «Альянс за прогресс и прорыв» (ALFA), которая с ноября 2016 года носит название «Либерально-консервативные реформаторы» (LKR).
Женат, воспитывает пятерых детей.